# Липкие пальцы
«Липкие пальцы» — фильм (драма-комедия) режиссёра Кена Скотта, вышедший в 2009 году (совместное производство Канады, Франции и Аргентины).
Оригинальное французское название (Les Doigts croches) буквально переводится как «кривые пальцы», и во французском языке означает буквально человека, у которого «всё прилипает к рукам», то есть вора, поэтому в англоязычной версии фильм был назван Sticky Fingers.

## Краткое содержание
Фильм начинается с разговора между гангстером Кинталем и священником отцом Карме, затем возвращается на несколько лет назад, в 1960 год.
Шарль Фавро (Рой Дюпюи), Дональд Кинталь (Патрис Робитай), Конрад Коте (Клод Лего), Эдди Папини (Паоло Ноэль), Исидор Дюбуа (Жан-Пьер Бержерон) и Джимми Фрост (Габриэль Сабурен) были лучшими друзьями на свете. В 1950-х годах в Монреале все они занимались воровством и мошенничеством. Выйдя из тюрьмы в 1960 году, они совершили кражу века: ограбление банка. Но сработала сигнализация, прибыла полиция, и отрезала пути к отступлению. Под полом было пространство, где мог спрятаться только один, и члены банды проголосовали за то, чтобы там остался Джимми с деньгами, а остальные отсидели четыре года в тюрьме, пока деньги находятся «под присмотром» Джимми.
В 1964 году они вышли из тюрьмы и встретились в приходской часовне недалеко от франко-испанской границы. Дональд заявил, что получил письмо от Джимми — тот требует, чтоб они совершили паломничество по Пути Святого Иакова (прошли пешком 830 км с обязательным посещением расположенных по пути монастырей) и «изменились к лучшему», и только после этого получат деньги. С этого момента начинается их долгий путь к тому, о чём они мечтают больше всего на свете: получение своей доли добычи.
Прежде всего, гангстеры узнали, что им нужны паспорта паломников, чтобы иметь возможность останавливаться в церковных общежитиях для паломников по пути. Они рассказывают таможенникам правду о себе и получают пропуска. Дональд Квинтал завязывает отношения с Мадлен, или Мэдди (Оре Атика), подругой Шарля, фактического лидера группы. Они прибывают в деревню, и мальчик на велосипеде направляет их в церковь, где они находят надгробие Джимми, который умер от героиновой зависимости во время пребывания в миссионерском доме отца Карме, в то время как остальные находились в заключении.
Действие возвращается к разговору между Кинталем и отцом Карме. Кинталь получает указание о месте, где спрятаны деньги. Но в Сантьяго-де-Компостела полиция задерживает группу. Пока полиция безуспешно обыскивает их сумки в поисках денег, выясняется, что они находятся у Мэдди. Участники выходят из тюрьмы и возвращаются к своей жизни. Мэдди распределяет деньги между участниками по своему усмотрению, а Шарлю вручает билет на самолёт, чтобы он прилетел и нашёл её в Венеции.

## В ролях
- Рой Дюпюи — Шарль Фавро
- Патрис Робитай — Дональд Кинталь
- Клод Лего — Конрад Коте
- Паоло Ноэль — Эдди Папини
- Жан-Пьер Бержерон — Исидор Дюбуа
- Ор Атика — Мадлен Вадне
- Габриэль Сабурен — Джимми Фрост
- Андреа Бонелли — мадам Аменабар, паспортистка.
- Хорхе Сабате — Отец Карме
- Гарри Хавилио — старый алкоголик

## Производство
Кен Скотт сам тщательно отбирал актёров, чтобы их имидж соответствовал участникам банды. « Мне хотелось, чтобы персонажи сильно отличались друг от друга, но в то же время имели между собой нечто общее» .
Фильм был сдержанно принят критиками (от 3 до 4 звёзд из 5) — они отметили чувство юмора, и в то же время не нашли в фильме ничего особенно выдающегося.